# Pholisma arenarium
Pholisma arenarium är en strävbladig växtart som beskrevs av Thomas Nuttall. Pholisma arenarium ingår i släktet Pholisma och familjen strävbladiga växter. Inga underarter finns listade i Catalogue of Life.